# جوني راسيل (مغن مؤلف)
جوني راسيل (بالإنجليزية: Johnny Russell)‏ هو مغن مؤلف أمريكي، ولد في 23 يناير 1940 في مورهيد في الولايات المتحدة، وتوفي في 3 يوليو 2001 في ناشفيل في الولايات المتحدة.

## وصلات خارجية
- جوني راسيل على موقع IMDb (الإنجليزية)
- جوني راسيل على موقع ميوزك برينز (الإنجليزية)
- جوني راسيل على موقع أول ميوزيك (الإنجليزية)
- جوني راسيل على موقع ديسكوغز (الإنجليزية)